# Az FBI – New York különleges ügynökei epizódjainak listája
Ez a lista a FBI – New York különleges ügynökei című amerikai sorozat epizódjait tartalmazza. Magyarországon elsőként a TV4 csatorna kezdte sugározni 2021. május 3-án.
Tengerentúlon a sorozat, olyan nagy sikernek örvend, hogy a CBS csatorna nem is egy hanem kettő testvérsorozatot berendelt a sikersorozat mellé, melynek az FBI: Most Wanted hazánkban elsőként szintén a TV4 csatorna kezdte el vetíteni 2021. november 16-án.

## Évados áttekintés
| Évad | Évad | Részek száma | Részek száma | Eredeti sugárzás     | Eredeti sugárzás  | Eredeti adó          | Magyar sugárzás      | Magyar sugárzás | Magyar adó |
| Évad | Évad | Részek száma | Részek száma | Évadbemutató         | Évadzáró          | Eredeti adó          | Évadbemutató         | Évadzáró        | Magyar adó |
| ---- | ---- | ------------ | ------------ | -------------------- | ----------------- | -------------------- | -------------------- | --------------- | ---------- |
|      | 1.   | 22           | 22           | 2018. szeptember 25. | 2019. május 14.   |                      | 2021. május 3.       | 2021. június 2. |            |
|      | 2.   | 19           | 19           | 2019. szeptember 24. | 2020. március 31. | 2021. június 3.      | 2021. június 29.     |                 |            |
|      | 3.   | 15           | 15           | 2020. november 17.   | 2021. május 25.   | 2021. október 25.    | 2021. november 15.   |                 |            |
|      | 4.   | 21           | 21           | 2021. szeptember 21. | 2022. május 17.   | 2022. március 4.     | 2022. szeptember 15. |                 |            |
|      | 5.   | 23           | 23           | 2022. szeptember 20. | 2023. május 23.   | 2023. február 7.     | 2023. szeptember 21. |                 |            |
|      | 6.   | 13           | 13           | 2024. február 13.    | 2024. május 21.   | 2024. szeptember 11. | 2024. szeptember 27. |                 |            |
|      | 7.   | 22           | 22           | 2024. október 15.    | 2025. május 20.   | 2025. augusztus 29.  | 2025. szeptember 29. |                 |            |
|      | 8.   |              |              | 2025. október 13.    | n. a.             | n. a.                | n. a.                |                 |            |

## 1. évad (2018-2019)
| Sor.                           | Év. | Cím                                            | Rendező              | Író                                                     | Premier                             | Nézettség    |
| ------------------------------ | --- | ---------------------------------------------- | -------------------- | ------------------------------------------------------- | ----------------------------------- | ------------ |
| 1.                             | 1.  | Bevezető rész (Pilot)                          | Niels Arden Oplev    | Történet: Craig Turk Tévéjáték: Dick Wolf és Craig Turk | 2018. szeptember 25. 2021. május 3. | 10,09 millió |
| 2.                             | 2.  | Zöld madarak (Green Birds)                     | Nick Gomez           | Aaron Fullerton                                         | 2018. október 2. 2021. május 4.     | 9,37 millió  |
| 3.                             | 3.  | Áldozat (Prey)                                 | Norberto Barba       | Andrew Wilder                                           | 2018. október 9. 2021. május 5.     | 9,17 millió  |
| 4.                             | 4.  | Kereszttűz (Crossfire)                         | Arthur W. Forney     | Brian Anthony                                           | 2018. október 16. 2021. május 6.    | 9,31 millió  |
| 5.                             | 5.  | A végzet napja (Doomsday)                      | Fred Berner          | Judith McCreary                                         | 2018. október 23. 2021. május 7.    | 8,82 millió  |
| 6.                             | 6.  | Családos ember (Family Man)                    | Jean de Segonzac     | Barbie Kligman                                          | 2018. október 30. 2021. május 10.   | 9,41 millió  |
| 7.                             | 7.  | Rabló és pandúr (Cops and Robbers)             | Jean de Segonzac     | Hadi Nicholas Deeb                                      | 2018. november 13. 2021. május 11.  | 9,19 millió  |
| 8.                             | 8.  | Ez a föld a te földed (This Land Is Your Land) | Charlotte Brandstrom | Claire Demorest                                         | 2018. november 20. 2021. május 12.  | 8,91 millió  |
| 9.                             | 9.  | Veszélyeztetett (Compromised)                  | Ed Ornelas           | Katie Swain                                             | 2018. december 4. 2021. május 13.   | 9,72 millió  |
| 10.                            | 10. | A fegyverkovács hite (The Armorer's Faith)     | Nicole Rubio         | Andrew Wilder                                           | 2018. december 11. 2021. május 14.  | 9,04 millió  |
| 11.                            | 11. | Identitás válság (Identity Crisis)             | Norberto Barba       | Rick Eid                                                | 2019. január 15. 2021. május 17.    | 9,33 millió  |
| 12.                            | 12. | Új hajnal (A New Dawn)                         | Terry Miller         | Brian Anthony                                           | 2019. január 22. 2021. május 18.    | 7,40 millió  |
| 13.                            | 13. | Tettestársak (Partners in Crime)               | Jean De Segonzac     | Claire Demorest                                         | 2019. február 12. 2021. május 19.   | 9,45 millió  |
| 14.                            | 14. | Leleplezve (Exposed)                           | Norberto Barba       | David Amann                                             | 2019. február 19. 2021. május 20.   | 9,06 millió  |
| 15.                            | 15. | Felperzselt Föld (Scorched Earth)              | Nick Gomez           | Rick Eid és Brian Anthony                               | 2019. február 26. 2021. május 21.   | 9,45 millió  |
| 16.                            | 16. | Láthatatlan (Invisible)                        | Charles S. Carroll   | Joe Helpin                                              | 2019. március 12. 2021. május 25.   | 8,95 millió  |
| 17.                            | 17. | Tetőpont (Apex)                                | Jean De Segonzac     | Andrew Wilder                                           | 2019. március 26. 2021. május 26.   | 9,13 millió  |
| 18.                            | 18. | A legkeresettebb (Most Wanted)                 | Fred Berner          | René Balcer                                             | 2019. április 2. 2021. május 27.    | 9,08 millió  |
| Bevezető rész FBI: Most Wanted |     |                                                |                      |                                                         |                                     |              |
| 19.                            | 19. | Összeférhetetlenség (Conflict of Interest)     | Christine Swanson    | Nick Santora                                            | 2019. április 16. 2021. május 28.   | 8,76 millió  |
| 20.                            | 20. | A sorok között (What Lies Beneath)             | Vincent Misiano      | David Amann                                             | 2019. április 30. 2021. május 31.   | 8,86 millió  |
| 21.                            | 21. | Jelenések (Appearances)                        | Jean De Segonzac     | Joe Halpin                                              | 2019. május 7. 2021. június 1.      | 8,76 millió  |
| 22.                            | 22. | Lezárás (Closure)                              | Nicole Rubio         | Rick Eid                                                | 2019. május 14. 2021. június 2.     | 8,56 millió  |

## 2. évad (2019-2020)
| Sor. | Év. | Cím                                        | Rendező            | Író                              | Premier                              | Nézettség    |
| --- | --- | ------------------------------------------ | ------------------ | -------------------------------- | ------------------------------------ | ------------ |
| 23. | 1.  | Kis Egyiptom (Little Egypt)                | Arthur W. Forney   | Rick Eid                         | 2019. szeptember 24. 2021. június 3. | 8,83 millió  |
| 24. | 2.  | Mások élete (The Lives of Others)          | Alex Chapple       | David Amann                      | 2019. október 1. 2021. június 4.     | 9,46 millió  |
| 25. | 3.  | Amerikai bálvány (American Idol)           | Milena Govich      | Mo Masi                          | 2019. október 8. 2021. június 7.     | 8,70 millió  |
| 26. | 4.  | Tökéletlen tudomány (An Imperfect Science) | Jean de Segonzac   | Erica Shelton Kodish             | 2019. október 15. 2021. június 8.    | 8,75 millió  |
| 27. | 5.  | Keresztutak (Crossroads)                   | Charles S. Carroll | Rick Eid és Clare Demorest       | 2019. október 22. 2021. június 9.    | 8,87 millió  |
| 28. | 6.  | Kívülálló (Outsider)                       | Stephen Surjik     | Rick Eid és David Amann          | 2019. november 5. 2021. június 10.   | 8,54 millió  |
| 29. | 7.  | Titkosítva (Undisclosed)                   | Emile Levisetti    | Joe Halpin és Katherine Visconti | 2019. november 12. 2021. június 11.  | 8,87 millió  |
| 30. | 8.  | Fedőneve: Ferdinánd (Codename: Ferdinand)  | Alex Zakrzewski    | David Amann                      | 2019. november 19. 2021. június 14.  | 8,83 millió  |
| 31. | 9.  | Megváltás (Salvation)                      | Alex Chapple       | Rick Eid                         | 2019. november 26. 2021. június 15.  | 8,81 millió  |
| 32. | 10. | Kötelékek (Ties That Bind)                 | Stephen Surjik     | Claire Demorest                  | 2019. december 17. 2021. június 16.  | 8,47 millió  |
| 33. | 11. | Kimenetel (Fallout)                        | Alex Chapple       | David Amann                      | 2020. január 7. 2021. június 17.     | 9,32 millió  |
| 34. | 12. | Nehéz döntések (Hard Decisions)            | Emile Levisetti    | Joe Halpin                       | 2020. január 14. 2021. június 18.    | 8,57 millió  |
| 35. | 13. | Viszonzás (Payback)                        | Monica Raymund     | David Amann és Mo Masi           | 2020. január 21. 2021. június 21.    | 9,24 millió  |
| 36. | 14. | Stúdió gengszter (Studio Gangster)         | Alex Chapple       | Rick Eid                         | 2020. január 28. 2021. június 22.    | 9,26 millió  |
| 37. | 15. | Örökség (Legacies)                         | Carl Seaton        | Claire Demorest                  | 2020. február 11. 2021. június 23.   | 8,93 millió  |
| 38. | 16. | Pánik szóba (Safe Room)                    | Carlos Bernard     | Rick Eid és Joe Halpin           | 2020. február 18. 2021. június 24.   | 9,22 millió  |
| 39. | 17. | Megszegett ígéretek (Broken Promises)      | Olivia Newman      | Tamara Jaron                     | 2020. március 10. 2021. június 25.   | 8,30 millió  |
| 40. | 18. | Amerikai álom (Americans Dreams)           | Terry Miller       | David Amann                      | 2020. március 24. 2021. június 28.   | 10,67 millió |
| Ez az epizód egy crossover első része amely, az FBI: Most Wanted "Ébresztő"" (1x9) című részében fejeződik be. |     |                                            |                    |                                  |                                      |              |
| 41. | 19. | Érzelmi menedék (Emotional Rescue)         | Monica Raymund     | Rick Eid és Joe Halpin           | 2020. március 31. 2021. június 29.   | 10,85 millió |
| Ez az epizód egy crossover első része amely, a Bűnös Chicago "Határok"" (7x18) című részében fejeződik be.     |     |                                            |                    |                                  |                                      |              |

## 3. évad (2020-2021)
| Sor. | Év. | Cím                                                | Rendező            | Író                                                                             | Premier                              | Nézettség   |
| ---- | --- | -------------------------------------------------- | ------------------ | ------------------------------------------------------------------------------- | ------------------------------------ | ----------- |
| 42.  | 1.  | Soha ne bízz az idegenben (Never Trust a Stranger) | Alex Chapple       | Rick Eid                                                                        | 2020. november 17. 2021. október 25. | 8,21 millió |
| 43.  | 2.  | Indokolatlan kétség (Unreasonable Doubt)           | Jean de Segonzac   | Tom Szentgyorgyi                                                                | 2020. november 24. 2021. október 26. | 8,39 millió |
| 44.  | 3.  | Hazug póker (Liar's Poker)                         | Alex Chapple       | Joe Halpin                                                                      | 2020. december 8. 2021. október 27.  | 6,71 millió |
| 45.  | 4.  | Őrült Szerelem (Crazy Love)                        | Jean de Segonzac   | Rick Eid és Tamara Jaron                                                        | 2021. január 24. 2021. október 28.   | 8,99 millió |
| 46.  | 5.  | Tiszta lap (Clean Slate)                           | Rose Troche        | Claire Demorest                                                                 | 2021. január 26. 2021. október 29.   | 7,72 millió |
| 47.  | 6.  | Leplezetlen (Uncovered)                            | Alex Chapple       | Kristy Lowrey                                                                   | 2021. február 9. 2021. november 2.   | 7,36 millió |
| 48.  | 7.  | Viszály (Discord)                                  | Carlos Bernard     | Andy Callahan                                                                   | 2021. március 2. 2021. november 3.   | 7,66 millió |
| 49.  | 8.  | A helyes út (Walk the Line)                        | Mykelti Williamson | Rick Eid                                                                        | 2021. március 9. 2021. november 4.   | 8,07 millió |
| 50.  | 9.  | Befolyás (Leverage)                                | John Polson        | Erica Meredith                                                                  | 2021. március 16. 2021. november 5.  | 8,07 millió |
| 51.  | 10. | Csekkek és egyenlegek (Checks and Balances)        | Stephen Surjik     | Tamara Jaron és Claire Demorest                                                 | 2021. április 6. 2021. november 8.   | 8,07 millió |
| 52.  | 11. | Őrző-védő (Brother's Keeper)                       | Alex Chapple       | Tom Szentgyorgyi                                                                | 2021. április 27. 2021. november 9.  | 7,57 millió |
| 53.  | 12. | Apák és fiaik (Fathers and Sons)                   | Stephen Surjik     | Rick Eid és Joe Halpin                                                          | 2021. május 4. 2021. november 10.    | 8,08 millió |
| 54.  | 13. | Részvénypiac (Short Squeeze)                       | Joanna Kerns       | Rick Eid és Joe Halpin                                                          | 2021. május 11. 2021. november 11.   | 7,69 millió |
| 55.  | 14. | Kiváltó hatás (Trigger Effect)                     | Monica Raymund     | Andy Callahan, Tamara Jaron és Kristy Lowrey                                    | 2021. május 18. 2021. november 12.   | 7,59 millió |
| 56.  | 15. | Színsor (Straight Flush)                           | Alex Chapple       | Történet: Rick Eid és Joe Halpin Tévéjáték: Claire Demorest és Heather Michaels | 2021. május 25. 2021. november 15.   | 7,08 millió |

## 4. évad (2021-2022)
| Sor. | Év. | Cím                                          | Rendező                    | Író                                                 | Premier                               | Nézettség   |
| --- | --- | -------------------------------------------- | -------------------------- | --------------------------------------------------- | ------------------------------------- | ----------- |
| 57. | 1.  | Csillogás (All That Glitters)                | Alex Chapple               | Történet: Dick Wolf és Rick Eid Tévéjáték: Rick Eid | 2021. szeptember 21. 2022. március 4. | 7,21 millió |
| Ez az epizód egy crossover első része amely, az FBI: Most Wanted "Védtelenül" (3x1) című részében folytatódik és az FBI: International "Bevezető" (1x1) című részében fejeződik be. |     |                                              |                            |                                                     |                                       |             |
| 58. | 2.  | Hacktivista (Hacktivist)                     | Jean de Segonzac           | Claire Demorest                                     | 2021. szeptember 28. 2022. március 8. | 7,37 millió |
| 59. | 3.  | Trauma (Trauma)                              | Alex Chapple               | Joe Webb                                            | 2021. október 5. 2022. március 10.    | 6,71 millió |
| 60. | 4.  | Önismeret (Know Thyself)                     | Tim Busfield               | Történet: Joe Halpin Tévéjáték: Jen Frosch          | 2021. október 12. 2022. március 16.   | 6,75 millió |
| 61. | 5.  | Charlotte hálója (Charlotte's Web)           | Yangzom Brauen             | Claire Demorest és Heather Michaels                 | 2021. november 2. 2022. március 18.   | 6,99 millió |
| 62. | 6.  | Bizalom (Allegiance)                         | John Polson                | Keith Eisner                                        | 2021. november 9. 2022. március 22.   | 7,17 millió |
| 63. | 7.  | Az elrabolt gyermek (Gone Baby Gone)         | Eif Rivera                 | Zach Calig                                          | 2021. november 16. 2022. március 24.  | 7,61 millió |
| 64. | 8.  | Tűz és eső (Fire and Rain)                   | Sharat Raju                | Rick Eid                                            | 2021. december 7. 2022. március 28.   | 7,03 millió |
| 65. | 9.  | Befejezetlen ügy (Unfinished Business)       | Joe Halpin és J. F. Halpin | Joe Halpin                                          | 2021. december 14. 2022. március 30.  | 8,31 millió |
| 66. | 10. | A gondozott (Fostered)                       | Stephen Surjik             | Joe Webb és York Walker                             | 2022. január 4. 2022. április 1.      | 8,52 millió |
| 67. | 11. | Gyász (Grief)                                | Matthew McLoota            | Keith Eisner                                        | 2022. január 11. 2022. április 5.     | 8,45 millió |
| 68. | 12. | Nyomás alatt (Under Pressure)                | Brenna Malloy              | Claire Demorest                                     | 2022. február 1. 2022. április 7.     | 7,54 millió |
| 69. | 13. | Büszkeség és balítélet (Pride and Prejudice) | Alex Chapple               | Történet: Joe Halpin Tévéjáték: Kristy Lowrey       | 2022. február 22. 2022. május 20.     | 7,38 millió |
| 70. | 14. | Becsvágy (Ambition)                          | Jean de Segonzac           | Keith Eisner                                        | 2022. március 8. 2022. május 23.      | 7,71 millió |
| 71. | 15. | Sérülés (Scar Tissue)                        | Lisa Robinson              | Heather Michaels                                    | 2022. március 22. 2022. május 24.     | 8,03 millió |
| 72. | 16. | Védelmi adatok (Protective Details)          | Alex Zakrzewski            | Joe Webb                                            | 2022. március 29. 2022. május 25.     | 7,58 millió |
| 73. | 17. | Egyéjszakás kaland (One Night Stand)         | Alex Chapple               | Rick Eid és Joe Halpin                              | 2022. április 12. 2022. május 26.     | 7,39 millió |
| 74. | 18. | Ne félj semmitől (Fear Nothing)              | Jon Cassar                 | Rick Eid és Joe Halpin                              | 2022. április 19. 2022. május 27.     | 7,51 millió |
| 75. | 19. | Küzdelem (Face Off)                          | Jackeline Tejada           | Claire Demorest és York Walker                      | 2022. április 26. 2022. május 30.     | 7,56 millió |
| 76. | 20. | Kísért a múlt (Ghost From The Past)          | Heather Cappiello          | Rick Eid és Joe Halpin                              | 2022. május 10. 2022. szeptember 14.  | 7,16 millió |
| 77. | 21. | Kayla (Kayla)                                | Alex Zakrzewski            | Keith Eisner és Joe Webb                            | 2022. május 17. 2022. szeptember 15.  | 7,15 millió |

## 5. évad (2022-2023)
| Sor. | Év. | Cím                                                  | Rendező                | Író                             | Premier                                | Nézettség   |
| --- | --- | ---------------------------------------------------- | ---------------------- | ------------------------------- | -------------------------------------- | ----------- |
| 78. | 1.  | A hős útja (Hero's Journey)                          | Alex Chapple           | Rick Eid és Joe Halpin          | 2022. szeptember 20. 2023. február 8.  | 6,81 millió |
| 79. | 2.  | Vak szerelem (Love Is Blind)                         | Jon Cassar             | Alexander Maggio                | 2022. szeptember 27. 2023. február 9.  | 7,10 millió |
| 80. | 3.  | Tékozló fiú (Prodigal Son)                           | Alex Chapple           | Rick Eid                        | 2022. október 4. 2023. február 7.      | 6,97 millió |
| Ezt az epizódot leállították a 2022. május 24-re tervezett adásból a Robb Általános Iskola lövöldözése miatt, amely ugyanazon a napon történt, amikor az epizódnak adásba kellett volna kerülnie. |     |                                                      |                        |                                 |                                        |             |
| 81. | 4.  | Áldozat (Victim)                                     | Carlos Bernard         | Rick Eid & Joe Halpin           | 2022. október 11. 2023. február 10.    | 7,41 millió |
| 82. | 5.  | A bukott zsaru (Flopped Cop)                         | Carl Weathers          | Thomas Kelly                    | 2022. október 18. 2023. február 13.    | 7,11 millió |
| 83. | 6.  | Duplán vak (Double Blind)                            | Alex Chapple           | Claire Demorest                 | 2022. november 6. 2023. február 14.    | 6,88 millió |
| 84. | 7.  | Aki kész, aki nem (Ready or Not)                     | Stephen Surjik         | Heather Michaels & Thomas Kelly | 2022. november 15. 2023. február 15.   | 7,31 millió |
| 85. | 8.  | A tűzben (Into the Fire)                             | Gonzalo Amat           | Joe Webb                        | 2022. november 22. 2023. február 16.   | 7,54 millió |
| 86. | 9.  | Szerencsés fiú (Fortunate Son)                       | Alex Chapple           | Rick Eid és Joe Halpin          | 2022. december 13. 2023. február 17.   | 7,39 millió |
| 87. | 10. | Második élet (Second Life)                           | Jon Cassar             | Claire Demorest                 | 2023. január 3. 2023. szeptember 4.    | 7,59 millió |
| 88. | 11. | Hősök (Heroes)                                       | Joe Webb               | Rick Eid és Joe Halpin          | 2023. január 10. 2023. szeptember 5.   | 7,44 millió |
| 89. | 12. | Összeomlás (Breakdown)                               | Alex Chapple           | Alexander Maggio                | 2023. január 24. 2023. szeptember 6.   | 7,47 millió |
| 90. | 13. | Pártfogolt (Protégé)                                 | Stephanie Marquardt    | Joe Webb                        | 2023. február 14. 2023. szeptember 7.  | 7,20 millió |
| 91. | 14. | Pénz a semmiért (Money for Nothing)                  | Rick Eid és Joe Halpin | Jean de Segonzac                | 2023. február 21. 2023. szeptember 8.  | 6,89 millió |
| 92. | 15. | Hazugságok (The Lies We Tell)                        | Lisa Robinson          | Rick Eid & Joe Halpin           | 2023. február 28. 2023. szeptember 11. | 6,81 millió |
| 93. | 16. | A család mindenek előtt (Family First)               | Eduardo Sanchez        | York Walker & Thomas Kelly      | 2023. március 14. 2023. szeptember 12. | 7,16 millió |
| 94. | 17. | Közvetlen veszély 2. rész (Imminent Threat – Part 2) | Alex Chapple           | Rick Eid                        | 2023. április 4. 2023. szeptember 13.  | 6,54 millió |
| 95. | 18. | Kötelezettség (Obligation)                           | Alex Zakrzewski        | Claire Demorest                 | 2023. április 11. 2023. szeptember 14. | 6,84 millió |
| 96. | 19. | A múlt bűnei (Sins of the Past)                      | Oscar Lozoya           | Thomas Kelly                    | 2023. április 18. 2023. szeptember 15. | 6,76 millió |
| 97. | 20. | Szövetség (Sisterhood)                               | Tim Busfield           | Rick Eid & Joe Halpin           | 2023. április 25. 2023. szeptember 18. | 6,80 millió |
| 98. | 21. | Kiváltság (Privilege)                                | Carlos Bernard         | Claire Demorest                 | 2023. május 9. 2023. szeptember 19.    | 6,46 millió |
| 99. | 22. | Szétszakadva (Torn)                                  | Yangzom Brauen         | Thomas Kelly                    | 2023. május 16. 2023. szeptember 20.   | 6,58 millió |
| 100. | 23. | Isten komplexus (God Complex)                        | Alex Chapple           | Rick Eid & Joe Halpin           | 2023. május 23. 2023. szeptember 21.   | 6,54 millió |

## 6. évad (2024)
| Sor. | Év. | Cím                                           | Rendező          | Író                                | Premier                                | Nézettség   |
| ---- | --- | --------------------------------------------- | ---------------- | ---------------------------------- | -------------------------------------- | ----------- |
| 101. | 1.  | A legnépszerűbb (All the Rage)                | Alex Chapple     | Rick Eid és Joe Halpin             | 2024. február 13. 2024. szeptember 11. | 7,70 millió |
| 102. | 2.  | Bűntudat (Remorse)                            | Carlos Bernhard  | Alexander Maggio                   | 2024. február 20. 2024. szeptember 12. | 7,13 millió |
| 103. | 3.  | Maradj a sávodban (Stay In Your Lane)         | Alex Chapple     | Rick Eid és Joe Halpin             | 2024. február 27. 2024. szeptember 13. | 6,38 millió |
| 104. | 4.  | Szörnyet teremteni (Creating a Monster)       | Milena Govich    | Peter Elkoff                       | 2024. március 12. 2024. szeptember 16. | 7,12 millió |
| 105. | 5.  | Áldozat (Sacrifice)                           | Laura Belsey     | Bryce Ahart és Stephanie McFarlane | 2024. március 19. 2024. szeptember 17. | 7,12 millió |
| 106. | 6.  | Váratlan dolgok (Unforeseen)                  | Milena Govich    | Joe Halpin és Marley Schneider     | 2024. március 26. 2024. szeptember 18. | 6,76 millió |
| 107. | 7.  | A fátyol mögött (Behind the Veil)             | Eric Laneuville  | Peter Elkoff és Alexander Maggio   | 2024. április 2. 2024. szeptember 19.  | 6,88 millió |
| 108. | 8.  | Fantom (Phantom)                              | Jean de Segonzac | Rick Eid                           | 2024. április 9. 2024. szeptember 20.  | 6,40 millió |
| 109. | 9.  | A legjobb tervek (Best Laid Plans)            | Alex Chapple     | Rick Eid és Joe Halpin             | 2024. április 16. 2024. szeptember 23. | 7,09 millió |
| 110. | 10. | Családi ügy (Family Affair)                   | Alex Zakrzewski  | Bryce Ahart és Stephanie McFarlane | 2024. április 23. 2024. szeptember 24. | 7,03 millió |
| 111. | 11. | Senkit sem hagyunk hátra (No One Left Behind) | Monica Raymund   | Peter Elkoff                       | 2024. május 7. 2024. szeptember 25.    | 6,13 millió |
| 112. | 12. | Következmények (Consequences)                 | Carlos Bernhard  | Alexander Maggio                   | 2024. május 14. 2024. szeptember 26.   | 5,99 millió |
| 113. | 13. | Tűzgyűrű (Ring of Fire)                       | Alex Chapple     | Rick Eid és Joe Halpin             | 2024. május 21. 2024. szeptember 27.   | 6,14 millió |

## 7. évad (2024-2025)
| Sor. | Év. | Cím                     | Rendező          | Író                                         | Premier                                | Nézettség   |
| ---- | --- | ----------------------- | ---------------- | ------------------------------------------- | -------------------------------------- | ----------- |
| 114. | 1.  | Elhagyatott (Abandoned) | Alex Chapple     | Mike Weiss                                  | 2024. október 15. 2025. augusztus 29.  | 5,89 millió |
| 115. | 2.  | Megbízott (Trusted)     | Milena Govich    | Aaron Ginsburg                              | 2024. október 22. 2025. szeptember 1.  | 5,88 millió |
| 116. | 3.  | Enyhülés (Détente)      | Laura Belsey     | Ryan Maldonado és Eduardo Javier Canto      | 2024. október 29. 2025. szeptember 2.  | 5,61 millió |
| 117. | 4.  | Kételyek (Doubted)      | Alex Chapple     | Bryce Ahart és Stephanie McFarlane          | 2024. november 12. 2025. szeptember 3. | 6,31 millió |
| 118. | 5.  | Fogadalmak (Pledges)    | Jon Cassar       | Sabir Pirzada                               | 2024. november 19. 2025. szeptember 4. | 6,55 millió |
| 119. | 6.  | Tökéletesség (Perfect)  | Cory Bowles      | Mae Smith                                   | 2024. december 3. 2025. szeptember 5.  | 6,66 millió |
| 120. | 7.  | Emlékmű (Monumental)    | Eriq La Salle    | Matthew S. Partney                          | 2024. december 10. 2025. szeptember 8. | 6,58 millió |
| 121. | 8.  | Hullámtörés (Riptide)   | Jean de Segonzac | Woody Straussner                            | 2024. december 17. 2025. szeptember 9. | 6,68 millió |
| 122. | 9.  | Leszállás (Descent)     | Carlos Bernard   | Aaron Ginsburg                              | 2025. január 28. 2025. szeptember 10.  | 6,22 millió |
| 123. | 10. | Erőd (Redoubt)          | Alex Chapple     | Mike Weiss                                  | 2025. február 4. 2025. szeptember 11.  | 5,98 millió |
| 124. | 11. | Menedék (Shelter)       | Jon Cassar       | Ryan Maldonado és Eduardo Javier Canto      | 2025. február 11. 2025. szeptember 12. | 6,05 millió |
| 125. | 12. | Embervadászat (Manhunt) | Nelson McCormick | Bryce Ahart és Stephanie McFarlane          | 2025. február 18. 2025. szeptember 15. | 6,55 millió |
| 126. | 13. | Felfedezés (Unearth)    | Jean de Segonzac | Woody Straussner                            | 2025. február 25. 2025. szeptember 16. | 6,28 millió |
| 127. | 14. | Összekötve (Hitched)    | Alex Chapple     | Mae Smith                                   | 2025. március 11. 2025. szeptember 17. | 6,43 millió |
| 128. | 15. | Ministráns (Acolyte)    | Loren Yaconelli  | Bryce Ahart és Stephanie McFarlane          | 2025. március 18. 2025. szeptember 18. | 6,19 millió |
| 129. | 16. | Fedezve (Covered)       | Alex Chapple     | Sabir Pirzada                               | 2025. április 1. 2025. szeptember 19.  | 6,01 millió |
| 130. | 17. | Lista (Lineage)         | Milena Govich    | Woody Strassner, Mae Smith és Sabir Pirzada | 2025. április 8. 2025. szeptember 22.  | 6,01 millió |
| 131. | 18. | Párkeresés (Blkpill)    | Jon Cassar       | Ryan Maldonado és Eduardo Javier Canto      | 2025. április 15. 2025. szeptember 23. | 5,77 millió |
| 132. | 19. | Társ (Partner)          | Eriq La Salle    | Matthew S. Partney                          | 2025. április 22. 2025. szeptember 24. | 5,96 millió |
| 133. | 20. | Indulás (Startup)       | Peter Stebbings  | Aaron Ginsburg                              | 2025. május 6. 2025. szeptember 25.    | 5,64 millió |
| 134. | 21. | Odaadó (Devoted)        | Carlos Bernard   | Suhana Chander és Aaron Ginsberg            | 2025. május 13. 2025. szeptember 26.   | 5,73 millió |
| 135. | 22. | Egy új nap (A New Day)  | Alex Chapple     | Mitch Kampf és Mike Weiss                   | 2025. május 20. 2025. szeptember 29.   | 6,17 millió |

## 8. évad (2025-2026)
| Sor. | Év. | Cím | Rendező | Író | Premier           | Nézettség |
| ---- | --- | --- | ------- | --- | ----------------- | --------- |
| 136. | 1.  | ?   |         |     | 2025. október 13. |           |

## Fordítás
Ez a szócikk részben vagy egészben  a   List of FBI episodes című angol Wikipédia-szócikk ezen változatának fordításán alapul.  Az eredeti cikk szerkesztőit annak laptörténete sorolja fel. Ez a jelzés csupán a megfogalmazás eredetét és a szerzői jogokat jelzi, nem szolgál a cikkben szereplő információk forrásmegjelöléseként.